# 'Aïn Abid
'Aïn Abid är en ort i Algeriet. Den ligger i provinsen Constantine, i den norra delen av landet, 400 km öster om huvudstaden Alger. 'Aïn Abid ligger 868 meter över havet och antalet invånare är 29 486.
Terrängen runt 'Aïn Abid är kuperad åt nordväst, men åt sydost är den platt.  Runt 'Aïn Abid är det tätbefolkat, med 356 invånare per kvadratkilometer. Det finns inga andra samhällen i närheten. Trakten runt 'Aïn Abid består till största delen av jordbruksmark.